# Sonic Boom (videojuego de 2014)
Sonic Boom: Rise of Lyric y Sonic Boom: Shattered Crystal, conocidos en Japón como Sonic Toon: Ancient Treasure (ソニックトゥーン 太古の秘宝 Sonikku Tūn: Taiko no Hihō?) y Sonic Toon: Island Adventure (ソニックトゥーン アイランドアドベンチャー Sonikku Tūn: Airando Adobenchā?) (o Sonic Boom: El Ascenso de Lyric y Sonic Boom: El Cristal Roto en español) respectivamente, son dos videojuegos de acción-aventura publicados por Sega, y desarrollados respectivamente por Big Red Button para Wii U (Rise of Lyric) y por Sanzaru Games para Nintendo 3DS (Shattered Crystal). 
Los juegos son un spin-off de la franquicia de Sonic the Hedgehog de Sega y sirven como precuela de la próxima serie animada de televisión Sonic Boom. Los dos juegos juntos forman la tercera y última parte del contrato de exclusividad de Sega con Nintendo, siguiendo a Sonic Lost World y Mario & Sonic at the Sochi 2014 Olympic Winter Games, ambos del 2013. Ambos juegos serán lanzados el 11 de noviembre de 2014 en América del Norte, el 21 de noviembre en Europa junto con Japón el 18 de diciembre de 2014. Un cómic basado en el videojuego ha sido anunciado; será creado por Archie Cómics con Ian Flynn como escritor y Evan Stanley como dibujante.
Rise of Lyric tuvo muy mala aceptación por el público , donde fue muy criticada por sus numerosos problemas técnicos , cámara , controles, el combate, la historia, el diálogo y el desarrollo de los personajes. Con las ventas combinadas de Rise of Lyric y Shattered Crystal por un total de 620.000 copias antes de mayo de 2015.

## Argumento
Sonic Boom: Rise of Lyric sigue a Sonic the Hedgehog, Miles "Tails" Prower, Knuckles the Echidna y Amy Rose en su lucha contra el malvado Dr. Eggman. Lo que parecía ser un día normal de arruinar los planes del Dr. Eggman, el grupo se encuentra con que han llegado a una isla donde ellos encuentran una tumba antigua sellada en lo profundo de la isla. Allí, se encuentran con un poderoso villano con aspecto de serpiente de una raza llamada los Ancianos, llamado Lyric el último anciano, quien planea alimentar a su ejército de robots de guerra con los cristales para destruir todo lo que es orgánico y crear un mundo de metal retorcido y robots. Para detener el plan malvado de Lyric, el grupo debe dejar a un lado sus diferencias y encontrar los cristales antes que Lyric. Las apuestas nunca habían sido tan altas, y la única posibilidad de superar a Lyric es unirse y trabajar en equipo.
En Sonic Boom: Shattered Crystal, Amy descubre un antiguo y secreto lenguaje y manuscrito que detalla la historia y el paradero de un Cristal de Energía perdido. El malvado y vil villano Lyric secuestra a Amy en un afán de tener un sus garras este poder olvidado que se ha ocultado a través de las selvas y cañones de una nueva isla misteriosa. Sonic deberá formar equipo con Tails, Knuckles y su nueva amiga Sticks para rastrear los pasos de Amy y salvarla de las garras de Lyric y su ejército de robots. Al confiar en sus propias habilidades y trabajar en equipo, ellos demostraran que son más fuertes juntos que separados.

## Jugabilidad
Sonic Boom es un juego de acción y aventura con un mayor énfasis en la exploración y combate en comparación con anteriores entregas de Sonic the Hedgehog. Cada personaje tiene sus propias habilidades únicas y la mecánica de juego: Sonic puede usar su velocidad y ataques aéreos, Tails puede volar y usar diversos aparatos, Knuckles puede enterrarse bajo la tierra y escalar las paredes, Amy puede usar su martillo para girar en los postes y Sticks (el nuevo personaje) puede lanzar un búmeran que puede ser controlado a medio vuelo. Además, cada personaje posee un arma de látigo llamado EnerBeam, lo que les permite realizar diversas acciones, como colgar de rieles por exceso de velocidad, la eliminación de los escudos enemigos y resolver puzles. También hay un enfoque en la colaboración, con control de conmutación del jugador entre varios personajes y el uso de sus habilidades para el progreso. La versión de Wii U del juego soportará multijugador cooperativo local para dos jugadores, con modos adicionales para hasta cuatro jugadores a nivel local.
Sonic Boom: Rise of Lyric se divide en al menos tres estilos principales de juego: de plataformas en escena similar a la principal de la serie de juegos de Sonic the Hedgehog, como Sonic Generations, actos de exploración y jefes. Sonic Boom: Shattered Crystal, sin embargo, es un juego de plataformas 2D en el estilo de principios de los títulos de Sega Genesis, con elementos de puzles, pero con etapas más grandes que los juegos de Sega Genesis.

## Doblaje

### Sonic Boom: El Cristal Roto
| Personaje              | Actor de voz           | Actor de voz      | Actor de voz     |
| Personaje              | Inglés                 | Japonés           | Español          |
| Sonic the Hedgehog     | Roger Craig Smith      | Jun'ichi Kanemaru | Jonatán López    |
| Miles "Tails" Prower   | Colleen O'Shaughnessey | Ryō Hirohashi     | Graciela Molina  |
| Knuckles the Echidna   | Travis Willingham      | Nobutoshi Canna   | Sergio Mesa      |
| Amy Rose               | Cindy Robinson         | Taeko Kawata      | Meritxell Ribera |
| Sticks the Badger      | Nika Futterman         | Aoi Yūki          | Carmen Ambrós    |
| Shadow the Hedgehog    | Kirk Thornton          | Kōji Yusa         | Manuel Gimeno    |
| Lyric the Last Ancient | Patrick Seitz          | Jurōta Kosugi     | Jordi Salas      |

### Sonic Boom: El Ascenso de Lyric
Este es el último juego de Sonic donde Chikao Ōtsuka dobla al Doctor Eggman antes de su fallecimiento en 2015.
| Personaje              | Actor de voz           | Actor de voz      | Actor de voz       |
| Personaje              | Inglés                 | Japonés           | Español            |
| Sonic the Hedgehog     | Roger Craig Smith      | Jun'ichi Kanemaru | Jonatán López      |
| Miles "Tails" Prower   | Colleen O'Shaughnessey | Ryō Hirohashi     | Graciela Molina    |
| Knuckles the Echidna   | Travis Willingham      | Nobutoshi Canna   | Sergio Mesa        |
| Amy Rose               | Cindy Robinson         | Taeko Kawata      | Meritxell Ribera   |
| Sticks the Badger      | Nika Futterman         | Aoi Yūki          | Carmen Ambrós      |
| Shadow the Hedgehog    | Kirk Thornton          | Kōji Yusa         | Manuel Gimeno      |
| Doctor Eggman          | Mike Pollock           | Chikao Ōtsuka     | Francesc Belda     |
| Lyric the Last Ancient | Patrick Seitz          | Jurōta Kosugi     | Jordi Salas        |
| Cliff                  | Kirk Thornton          | Fumihiko Tachiki  | Dani Albiac        |
| Q-N-C                  | Benjamin Diskin        | Kappei Yamaguchi  | Juan Antonio Soler |
| Salty                  | Patrick Seitz          | Kappei Yamaguchi  | Jordi Varela       |
| Capataz Fred           | Kirk Thornton          | ¿?                | Francesc Rocamora  |
| MAIA                   | Cindy Robinson         | Mayumi Yanagisawa | Carmen Ambrós      |
| Viejo Tucker           | Kirk Thornton          | ¿?                | Francesc Rocamora  |
| Viejo Tucker           | Kirk Thornton          | ¿?                | Ángel del Río      |
| Doctora Jengibre       | Nika Futterman         | ¿?                | Maribel Pomar      |
| Alcalde Fink           | Mike Pollock           | ¿?                | Aleix Estadella    |
| Hokey                  | ¿?                     | ¿?                | Jordi Varela       |
| Pokey                  | Patrick Seitz          | ¿?                | Maribel Pomar      |
| Hayward                | ¿?                     | ¿?                | Aleix Estadella    |
| Perci                  | Erin Fitzgerald        | Yū Kobayashi      | Maribel Pomar      |
| Castor Fastidioso      | Mike Pollock           | ¿?                | Aleix Estadella    |

## Desarrollo
El desarrollo de Sonic Boom Rise Of Lyric se inició en el 2011 a manos de la nueva compañía desarrolladora Big Red Button, con uno de los creadores de las sagas Crash Bandicoot y Jak and Daxter Bob Rafei como líder, el desarrollo del videojuego empezó antes del contrato de exclusividad que firmaron Sega y Nintendo pero Sonic Boom fue incluido como parte de la exclusividad.
La versión 3DS corrió a cargo de la desarrolladora Sanzaru Games.
Los juegos fueron finalmente anunciados por Sega América en 2014 causando sorpresas y reacciones generalmente desfavorables de la prensa especializada y los fanes debido al radical cambio de estética que sufrieron los personajes tales como los brazos azules de Sonic y la bufanda, el cuerpo totalmente rediseñado de Knuckles para darle una apariencia musculosa y fornida, también se criticó el excesivo uso de vendas en los personajes calificándolos de Momias, Sega afirmó que estas vendas eran vendas deportivas para darle un aspecto más juvenil a los protagonistas.
Durante el desarrollo de Rise of Lyric hubo muchas retrasos y problemas en los estudios de Big Red Button como despidos y renuncias de los trabajadores lo cual afecto seriamente el producto final.

## Recepción
Sonic Boom: Ryse of Lyric fue fuertemente criticado y desvalorizado por la comunidad de jugadores y los especialistas en videojuegos debido a una gran cantidad de factores como problemas en los controles, fallos audiovisuales, una tasa de fotogramas muy bajo entre otros, aunque se valoró positivamente el modo Cooperativo/Multijugador.
Otro factor que fue blanco de las críticas fueron los repetitivos y trillados diálogos de los personajes mientras transcurre la historia, Sonic y sus amigos no paran de hablar durante el gameplay lo cual generó molestias y burlas por parte de los jugadores, además según los jugadores es el peor juego de Sonic creado hasta ahora.
| Recepción |            |
| --- | ---------- |
| Rise of Lyric \| Marcador global \| Marcador global \| \| agregador \| Puntuación \| \| ---------------------------- \| --------------- \| \| GameRankings \| 33% \| \| Metacritic \| 32/100 \| \| las puntuaciones de revisión \| \| \| Publicación \| Puntuación \| \| Destructoid \| 5/ 10 \| \| Eurogamer \| 210 \| \| GamesRadar \| 4/10 \| \| GameSpot \| 2/10 \| \| IGN \| 4.3/10 \| \| Hardcore Gamer \| 3/10 \| \| The Independent \| 2.5/10 \| \| Metro (UK) \| 1/10 \| |            |
| Marcador global |            |
| agregador | Puntuación |
| GameRankings | 33%        |
| Metacritic | 32/100     |
| las puntuaciones de revisión |            |
| Publicación | Puntuación |
| Destructoid | 5/ 10      |
| Eurogamer | 210        |
| GamesRadar | 4/10       |
| GameSpot | 2/10       |
| IGN | 4.3/10     |
| Hardcore Gamer | 3/10       |
| The Independent | 2.5/10     |
| Metro (UK) | 1/10       |

## Personajes en el Videojuego
- Sonic the Hedgehog
- Miles «Tails» Prower
- Knuckles the Echidna
- Amy Rose
- Shadow the Hedgehog
- Sticks the Badger (solo Shattered Crystal)
- Dr. Eggman
- Orbot
- Cubot
- Metal Sonic
- Lyric the Last Ancient